# A Day for a Miracle
Das Wunder von Kärnten é um telefilme alemão-austríaco de 2011 dirigido por Andreas Prochaska. O roteiro foi escrito por Christoph Silber e Thorsten Wettcke.
O filme é baseado em um caso real, que ficou conhecido na história da medicina moderna como “o milagre da Caríntia”.

## Produção
O telefilme foi produzido pela companhia alemã Rowboat Film- und Fernsehproduktion em parceria com o canal alemão ZDF e a rede de televisão austríaca ORF. O filme é baseado em fatos reais. O roteiro foi escrito por Christoph Silber e Thorsten Wettcke.

## Elenco
- Ken Duken ... Markus Höchstmann
- Julia Koschitz ... Lydia Martischek
- Leon Baumgartner ... Max
- Hilde Dalik ... Judith
- Gerti Drassl ... Karin Breitner
- Alma Hasun ... assistente de Hanna
- Simon Hatzl ... Notarzt
- Monika Huber ... Irmã Sandra
- Gerhard Liebmann ... Georg Breitner
- Juergen Maurer ... Thomas Wenninger
- Bernhard Schir ... Plägauer
- Erwin Steinhauer ... Professor Lohmeyer
- Christian Werner ... Jornalista (como Christian 'Highlander' Werner)
- Sara Wogatai ... Katharina Breitner
- Johannes Zeiler ... Lackner

## Lançamento e transmissão
Das Wunder von Kärnten estreou em 5 de outubro de 2011 no Festival de Cinema de Hamburgo. A primeira transmissão ocorreu em 18 de janeiro de 2012 no canal ORF 2 e alcançou uma audiência de mais de um milhão entre os telespectadores austríacos. Em 5 de março de 2012, aproximadamente 5,8 milhões de espectadores viram o filme na ZDF.